# Tibouchina pallida
Tibouchina pallida är en tvåhjärtbladig växtart som beskrevs av Célestin Alfred Cogniaux. Tibouchina pallida ingår i släktet Tibouchina och familjen Melastomataceae. Inga underarter finns listade i Catalogue of Life.